# جاي سانتوس
جاي سانتوس (بالإسبانية: Jay Santos)‏ هو مغني إسباني، ولد في 19 أبريل 1988 في بوغوتا في كولومبيا.

## وصلات خارجية
- جاي سانتوس على موقع ميوزك برينز (الإنجليزية)
- جاي سانتوس على موقع ديسكوغز (الإنجليزية)